# Andrea Komlosy
Andrea Komlosy (* 24. August 1957 in Wien) ist eine österreichische Historikerin. Ihre Tätigkeit liegt in der Forschung und Lehre an der Universität Wien mit dem Schwerpunkt zur Wirtschafts- und Sozialgeschichte der Habsburgermonarchie und ihrer Nachfolgestaaten im 18. bis 20. Jahrhundert, Migrationsforschung sowie Industrie- und Globalgeschichte (Theorie und Geschichte der Weltwirtschaft).

## Leben
Komlosy wuchs in Wien auf. Nach der Volksschule in Ober Sankt Veit maturierte sie am Bundesgymnasium XIII in Hietzing. Ihr Studium der Geschichte absolvierte Komlosy an der Universität Wien von 1976 bis 1984, nach einem Auslandsstudienaufenthalt in der Bretagne an der Université de Bretagne Occidentale in Brest 1975/76. Sie begann sich hauptsächlich mit der historischen Entwicklung und den sozialen Veränderungen der Arbeitswelt auseinanderzusetzen. 1984 promovierte sie im Bereich Wirtschafts- und Sozialgeschichte. Anschließend war sie Scholarin am Wiener Institut für Höhere Studien und wissenschaftliche Forschung in der Abteilung Politologie. Danach arbeitete sie in Museen (u. a. in dem Textil- bzw. Industriemuseum Weitra (Denkmallisteneintrag) und am Technischen Museum Wien) und hatte Lehrtätigkeiten in Wien sowie Linz, Graz, Innsbruck und Honolulu inne.
Ab 1993 war Komlosy als Assistentin am Institut für Wirtschafts- und Sozialgeschichte der Universität Wien tätig. Von 1992 bis 1995 arbeitete sie für Forschungsprojekte zur Industriegeschichte für die Waldviertel-Akademie (Waidhofen an der Thaya); von 1996 bis 1998 leitete sie diese Akademie. Von 1995 an arbeitete sie an ihrer Habilitationsschrift zum Thema Grenze und ungleiche regionale Entwicklung. Regionale Disparitäten und Arbeitskräftewanderungen in der Habsburgermonarchie im 18. und 19. Jahrhundert; die venia docendi wurde ihr im Jänner 2002 verliehen. 2003 war sie für einen zweimonatigen Forschungsaufenthalt an der École des Hautes Études en Sciences Sociales in Paris und 2014/15 für ein Jahr Schumpeter Fellow der Weatherhead Initiative on Global History am gleichnamigen Institute for International Affairs an der Harvard University im US-amerikanischen Cambridge, Massachusetts. Seit 2002 ist Komlosy Mitarbeiterin im Forschungsmodul Globalgeschichte an der Universität Wien. Sie ist seit 2011 Mitglied der Leibniz-Sozietät der Wissenschaften zu Berlin. Seit 2020 publiziert sie auch in den verschwörungstheoretischen Blogs Rubikon (bzw. Manova) und NachDenkSeiten.
Komlosy ist Lebenspartnerin des Verlegers Hannes Hofbauer.

## Politische Aktivitäten und Standpunkte

### Parteipolitisches Engagement
Komlosy war ursprünglich Maoistin. Bei den Nationalratswahlen 1986 war sie Spitzenkandidatin der linken Wiener Gruppe Die Grünalternativen – Demokratische Liste (Kurzbezeichnung: GAL), von der sich die weit erfolgreichere Grüne Alternative abgespalten hatte, und erreichte lediglich 6.005 Stimmen.

### Geopolitische Positionen
Komlosy vertritt antiamerikanische, antiisraelische und anti-EU sowie prorussische Positionen. In der zweiten Hälfte der 1980er Jahre schrieb Komlosy für das von Muammar al-Gaddafi finanzierte Magazin MOZ. Der Sowjetologe Kurt Marko warf Komlosy 1998 wegen ihrer Behauptung, die Errichtung des „Eisernen Vorhangs“ sei eine Reaktion auf die Gründung der NATO gewesen, „Geschichtsverdrehung“ vor.
2002 bezeichnete Komlosy in einem Zeitungsartikel (Die Presse, 27. Juli 2002) Israel als einen von den Großmächten instrumentalisierten „Brückenkopf“, „ein geopolitisches Instrument für die politische, wirtschaftliche und militärische Kontrolle von Westasien, Nordostafrika und der Golfregion“, einen Fremdkörper, dem auch durch den Holocaust keine Daseinsberechtigung zukomme. Die Gründung Israels rückte Komlosy in die Nähe von Nazimethoden („Hitlers ethnische Neuordnungspläne nahmen posthum Gestalt an“). 2003 war Komlosy Proponentin eines von der Antiimperialistischen Koordination (AIK) organisierten Kongresses „gegen Krieg und Embargo“ in Wien, der das Existenzrecht Israels in Frage stellte. 2009 beteiligte sie sich an einer weiteren AIK-Veranstaltung mit derselben Stoßrichtung. Die „Aktion gegen Antisemitismus in Österreich“ und weitere Organisationen bezichtigten sie aufgrund dieser Positionen wiederholt des Antisemitismus und Sympathien für die Hamas.
Nach dem russischen Überfall auf die Ukraine 2022 hielt es Komlosy in dem von ServusTV ausgestrahlten Links. Rechts. Mitte – Duell der Meinungsmacher für bedenklich, dass man im Westen so tue, als würde man selbst Krieg gegen Russland führen. Man dürfe, so Komlosy, „nicht länger einseitig eine Seite unterstützen“. Der Krieg müsse gestoppt werden, „die westlichen Waffenlieferungen schüren ihn aber“.

### Position zur Coronavirus-Pandemie
2021 organisierte Komlosy an der Universität Wien die Ringvorlesung „Corona – eine transdisziplinäre Herausforderung“, die bereits im Vorfeld für Kontroversen und Kritik sorgte (u. a. wegen der Einladung von Andreas Sönnichsen und Christian Schubert als Gastreferenten). So warf die Österreichische Hochschülerinnen- und Hochschülerschaft der Vorlesung vor, aufgrund von Corona-verharmlosenden Aussagen mehrerer Vortragender eine „Plattform für menschenverachtende Haltungen“ zu bieten, und forderte daher deren Absetzung. Komlosy selber hielt drei Vorträge und „sieht ein riesiges Profitinteresse hinter der Impfung“ und verkündete ohne medizinische Kompetenzen „die Unsicherheit des Covid-19-Impfstoffes“. Den Grünen Pass hatte sie als ein „Mittel der staatlichen Überwachung“ bezeichnet.

## Schriften (Auswahl)
- mit Hannes Hofbauer: Das andere Österreich: Vom Aufbegehren der kleinen Leute. Geschichten aus 4 Jahrhunderten. Promedia, Wien 1987.
- An den Rand gedrängt: Wirtschafts- und Sozialgeschichte des Oberen Waldviertels. Verlag für Gesellschaftskritik, Wien 1988.
- Waldviertler Textilstraße: Reiseführer durch Geschichte und Gegenwart einer Region. Waldviertler Textilmuseen, Groß-Siegharts 1990; 2., überarbeitete Auflage 1994.
- Grenze und ungleiche regionale Entwicklung: Binnenmarkt und Migration in der Habsburgermonarchie. Promedia, Wien 2003 (Habilitationsschrift, Universität Wien, 2002).
- (Hrsg. mit Hans-Heinrich Nolte und Imbi Sooman): Ostsee 700-2000. Gesellschaft, Wirtschaft, Kultur. Promedia, Wien 2008.
- Globalgeschichte: Methoden und Theorien. Böhlau, Wien 2011.
- Arbeit: Eine globalhistorische Perspektive. 13. bis 21. Jahrhundert. Promedia, Wien 2014.
- Grenzen – Räumliche und soziale Trennlinien im Zeitenlauf. Promedia, Wien 2018.
- Zeitenwende: Corona, Big Data und die kybernetische Zukunft. Promedia, Wien 2022.